# Моя ошибка (фильм, 1957)
Моя ошибка (кирг. Менин жаңылыштыгым) — советский художественный фильм, снятый режиссером Иваном Кобозевым на Фрунзенской киностудии (ныне Киргизфильм) в 1957 году.
Фильм поставлен по мотивам рассказа народного поэта Киргизии Аалы Токомбаева «Признание».

## Сюжет
Отец хочет выдать свою дочь Гульджан замуж по расчету за нелюбимого и немолодого человека по имени Муса. Гульджан любит молодого парня счетовода колхоза Айдара. Чтоб добиться ее руки, Айдар участвует в скачках…

## В ролях
- Муратбек Рыскулов — Сабыр, аксакал. Озвучил Георгий Арсеньев.
- Мира Далбаева (в титрах Мира Манапбаева) — Гульджан. Озвучила Зоя Александрова.
- Кадыр Жолдошев (в титрах — К. Джолдошев) — Айдар. Озвучил Глеб Селянин.
- С. Токтобекова — Кулийпа. Озвучила Людмила Макарова.
- Садыкбек Джаманов — Муса. Озвучил Ефим Копелян.
- Шамши Тюменбаев — старый ревизор. Озвучил Лев Степанов.
- Медель Маниязов — эпизод.

## Над фильмом работали
- Режиссёр: Иван Кобозев (в титрах Кобызев).
- Сценарист: Михаил Аксаков.
- Оператор: Юрий Шведов.
- Художник: Артем Андриасян.
- Композитор: Александр Зацепин.
- Дирижер Симфонического оркестра Всесоюзного радио: В. Кушневицкий.
- Режиссер дубляжа: Александр Ивановский.
- Звукооператор дубляжа: К. Лашков.

Фильм дублирован на киностудии Ленфильм в 1958 году. В фильме использованы мелодии советских киргизских композиторов Мусы Баетова, Абдыласа Малдыбаева, К.Темирова.

## Источник
- Киргизская советская энциклопедия (кирг. Кыргыз совет энциклопедиясы). Кыргыз советтик киносу. Фрунзе 1976—1980 гг.